# متحف ميم
متحف ميم هو متحف خاص في بيروت، لبنان. يعرض أكثر من 2200 نوع من القطع المعدنية، تمثل 510 نوعًا مختلفًا من 75 دولة، ويعتبر أحد أهم المجموعات الخاصة من المعدنيات في العالم. كما يستضيف المتحف معرضًا للأحفوريات البحرية والطيران من لبنان.

## الافتتاح

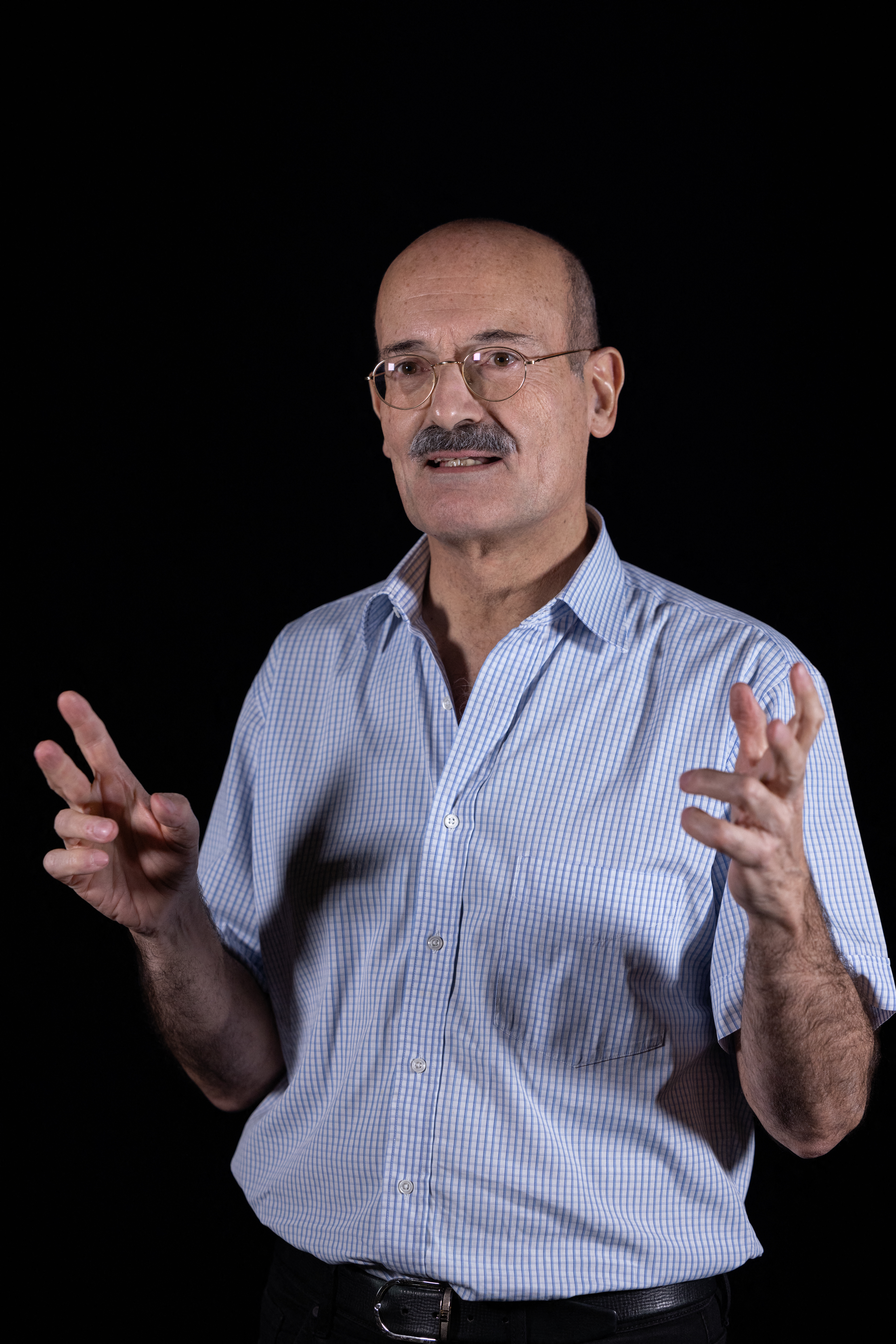
سليم أده

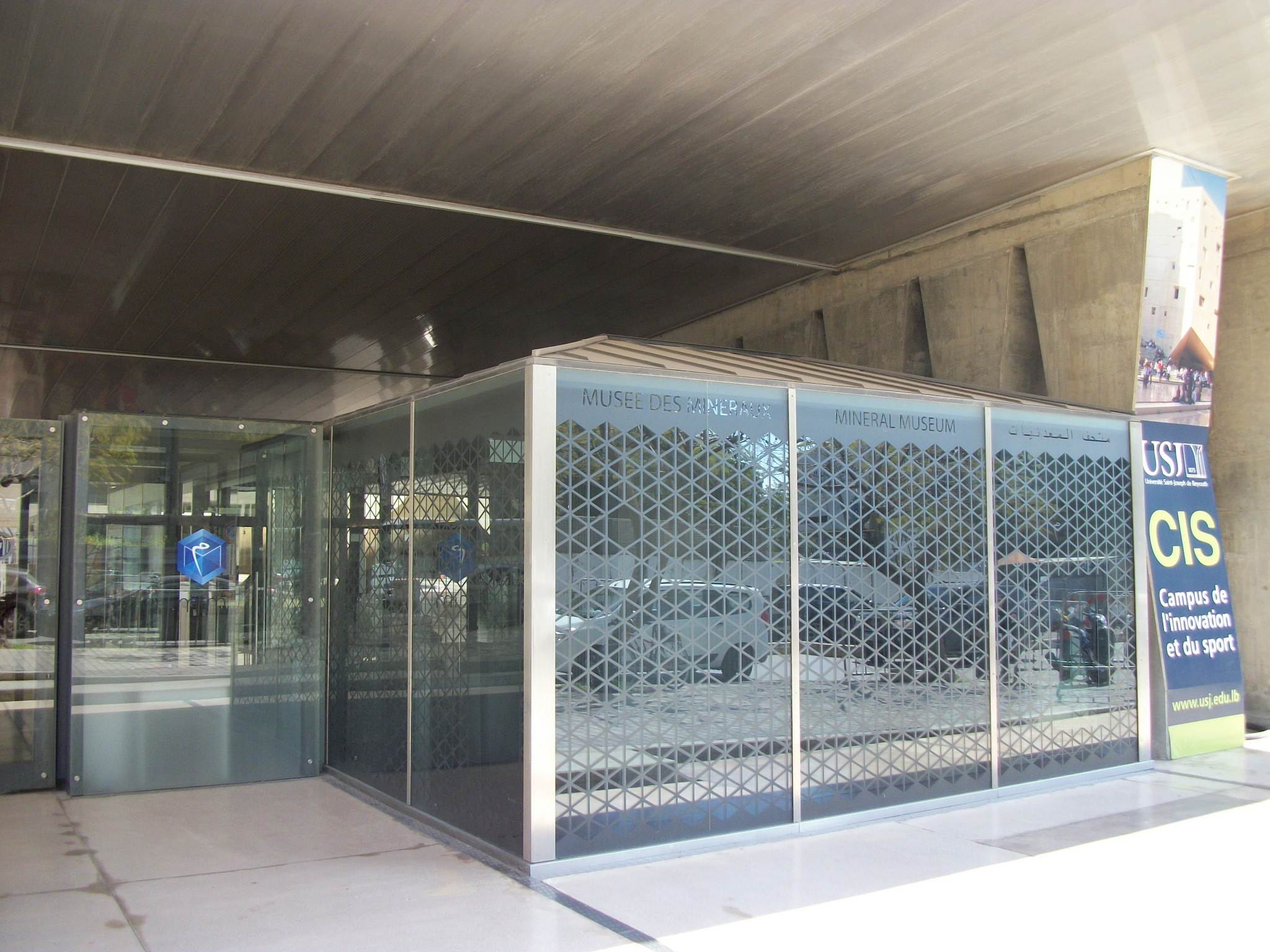
متحف ميم.

افتُتِح المتحف الواقع في جامعة القديس يوسف في أكتوبر 2013 بحضور رئيس الجمهورية العماد ميشال سليمان.
بدأ سليم أده - المهندس الكيميائي والمؤسس المشارك لشركة الكمبيوتر Murex- بجمع القطع منذ عام 1997، كما ألهمته جدته بإنشاء متحف خاص بقولها: «يا تيتا ما بعمرو حدا أخد شي معو». في عام 2004، قرر جعل مجموعته في متناول الجمهور وصمم أول متحف من نوعه في لبنان. عرض إده الفكرة على الأب رينيه شاموسي، رئيس جامعة القديس يوسف في بيروت، الذي اعتمدها وحجز للمجموعة مساحة قدرها 1300 متر مربع في قبو مبنى كان قيد الإنشاء في الحرم الجامعي بالقرب من متحف بيروت الوطني. ويهدف المتحف إلى تعزيز الصورة الجمالية للمعدنيات والحجارة، والتاريخية والاقتصادية.
خلال السنوات العشر التالية، واصل إدي بناء مجموعته بمساعدة جان كلود بوليارد، أمين جامعة السوربون الجامعة. افتُتِح المتحف، المبني على الأموال الشخصية لجامع الأعمال الفنية، في أكتوبر 2013.

## التسمية
«م» هو الحرف الأول من الكلمات: متحف، ومعدن، ومنجم، وهي الكلمات تلخص فكرة المشروع.

## مجموعة المعدنيات
تأتي القطع من مجموعات شهيرة أخرى، قديمة أو جديدة، بالإضافة إلى عمليات الاستخراج المعاصرة، وتشكل واحدة من أجمل المجموعات في العالم.
يسلط المتحف الضوء على «الجانب الجمالي» أكثر من الجانب العلمي والمعدني، على الرغم من أنه تم تطويره من خلال شاشات تعمل باللمس توفر للزوار تعميق معرفتهم.

### غرفة الكنز

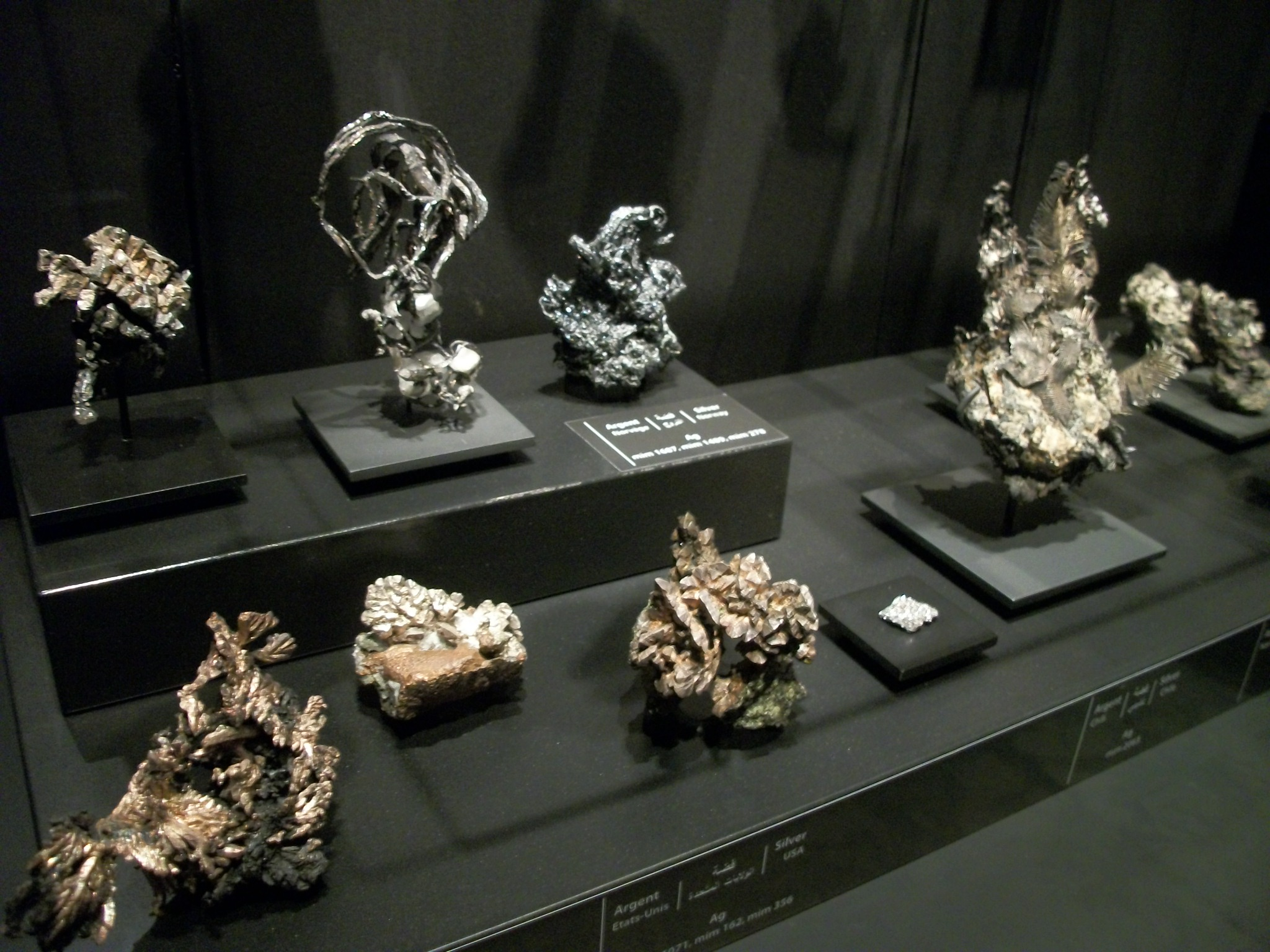

تعرض غرفة الكنز معدنيات ثمينة (الذهب والفضة) والأحجار الكريمة (ألماس والياقوت والتوباز والزمرد والبيريدوت والصفير وما إلى ذلك) التي تم اختيارها لصفاتها والألوان والأشكال الهندسية المحددة. تسليط الضوء على الإضاءة المحددة الاختلافات اللون وتفاصيل أجمل القطع.

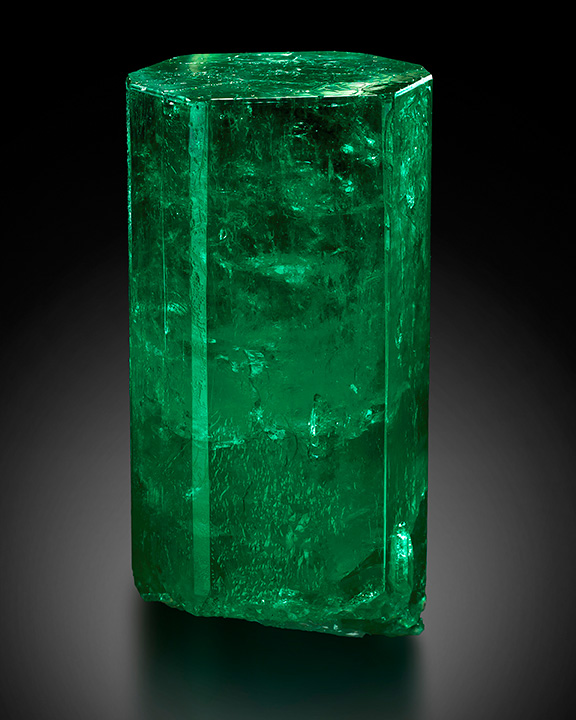
بلورات منشور سداسي من 1390 قيراط غير المصقول ذو اللون الأخضر الغامق الجميل. إنه شفاف ويحتوي على عدد قليل من الشوائب في الجزء العلوي 2/3 ، وهو شفاف في الجزء السفلي. يقع في متحف ميم، بيروت، لبنان.
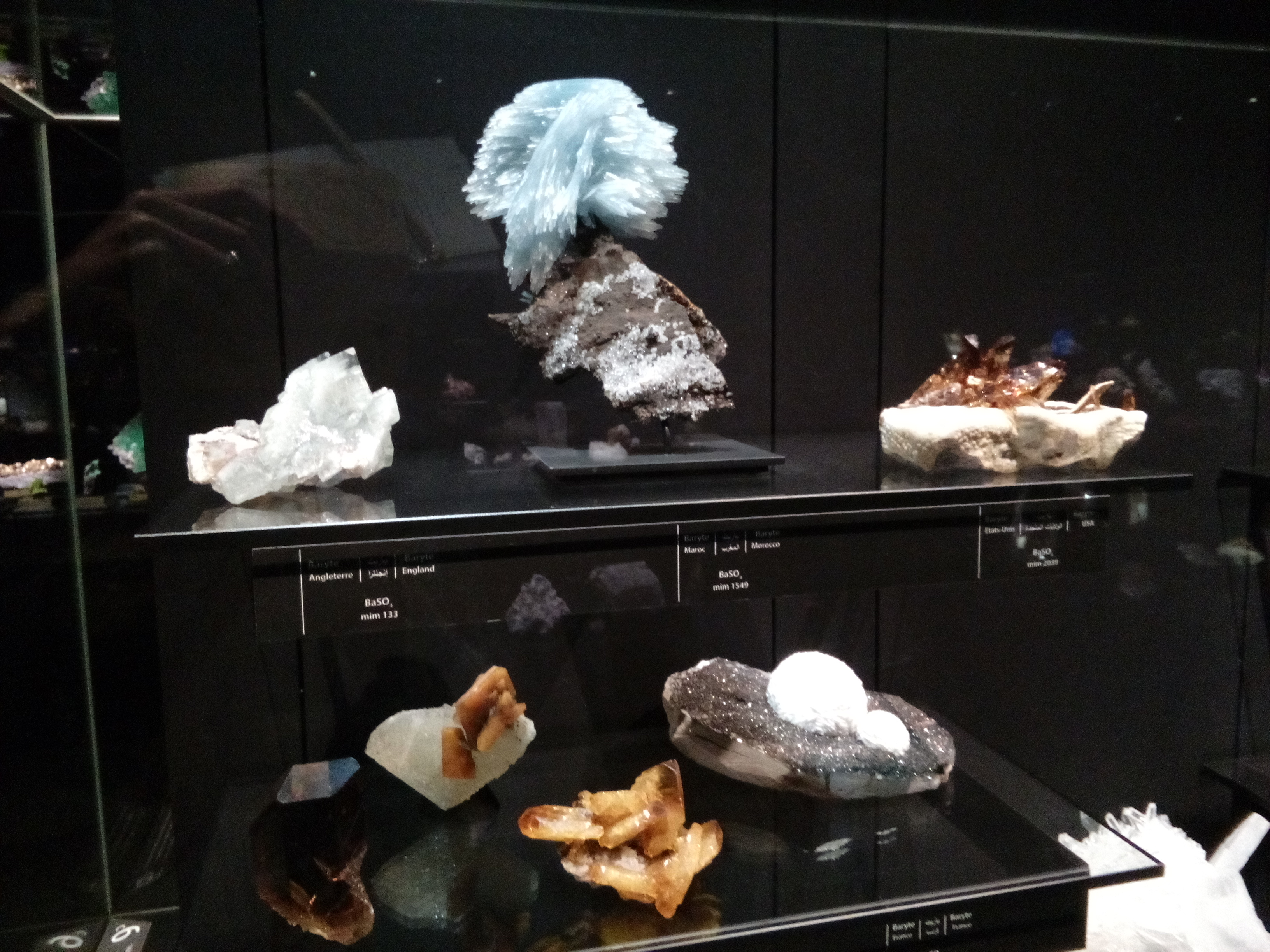
الحجر الذي يتوسط الرف العلوي هو حجر باريت من المغرب. يلقبها متحف ميم بـ "الأرز الأزرق"
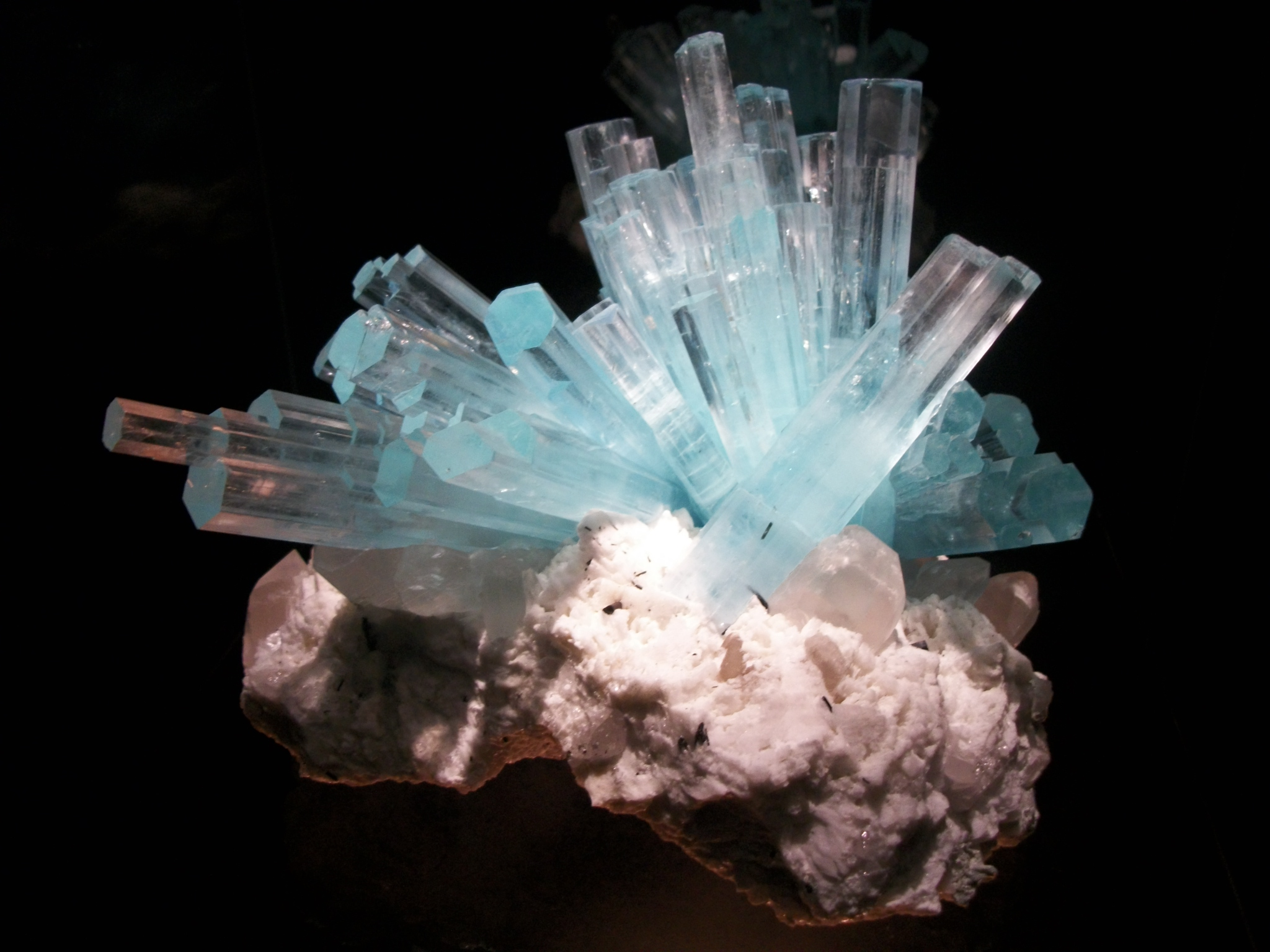

## مجموعة الأحافير

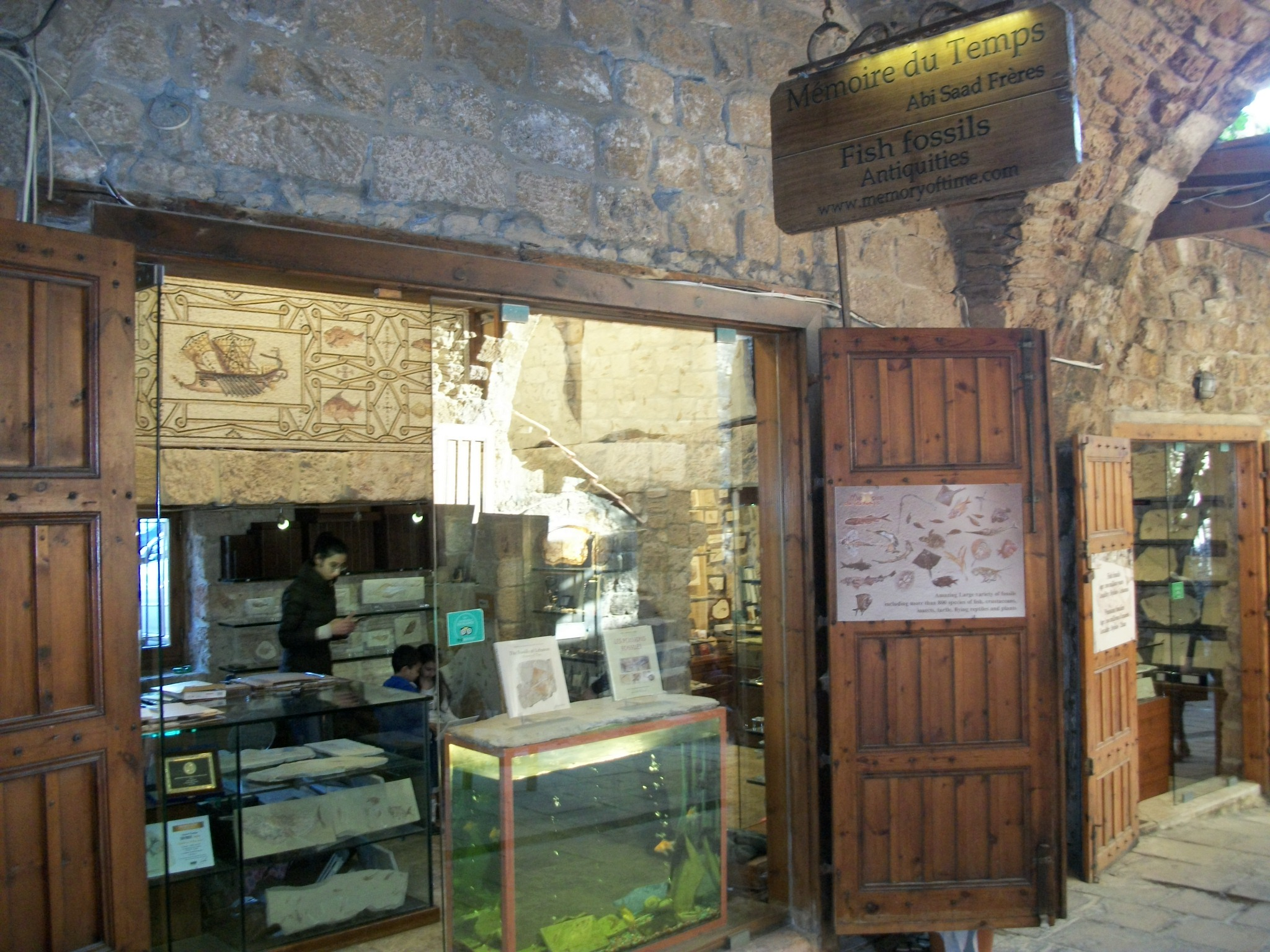

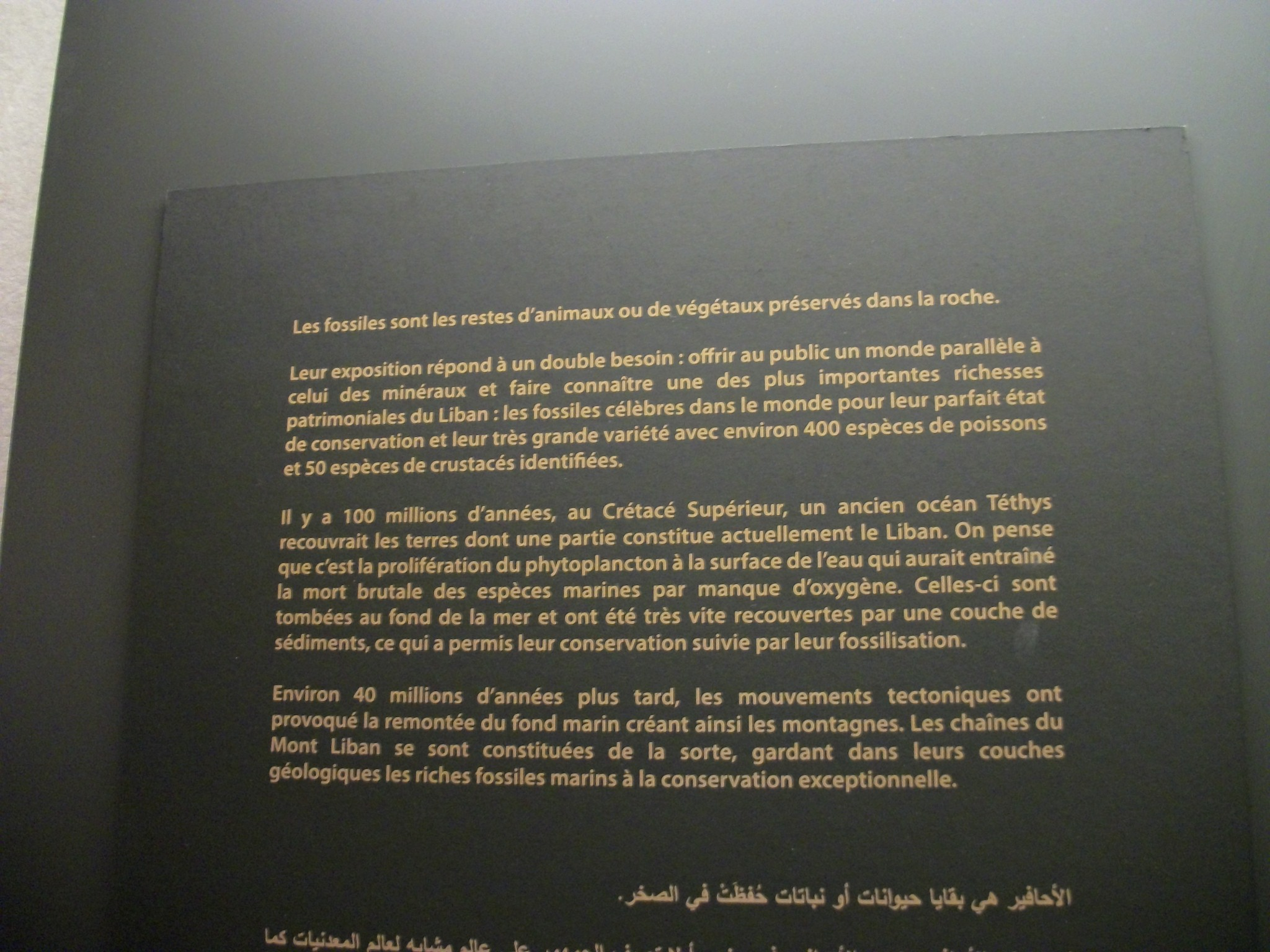
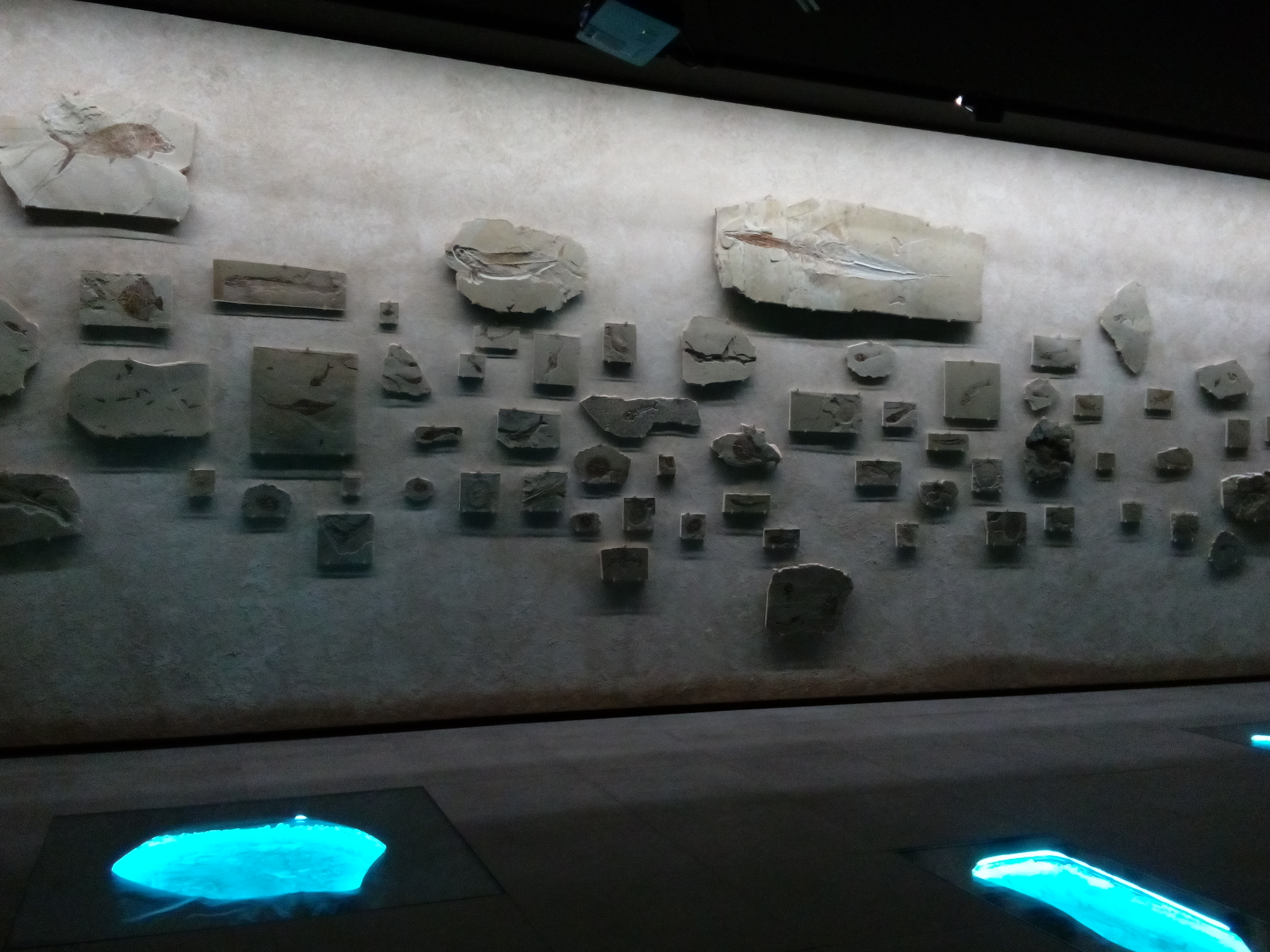

غرفة تعرض أسماكًا أحفوريةً من لبنان. يعرض المعرض أسلاف أسماك القرش والشفنينيات والسردين وكذلك القريدس وسرطان البحر والأخطبوط. تم شراء أفضل الحفريات، التي يعود تاريخها إلى 100 مليون سنة، من متحف ذاكرة وقت في جبيل. عند مدخل هذه القاعة، يُعرَض تمثيل بالحجم الطبيعي لأحفورة Mimodactylus libanensis الملقب ب "mimo"، وهو أول تيروصور كامل عُثِر عليه في منطقة إفريقيا والشرق الأوسط. يُظهر فيلم ثلاثي الأبعاد تطوره في بيئته الطبيعية الأصلية، في حين تتيح لعبة تفاعلية مزودة بجهاز استشعار للزائر من خلال حركات جسمه، توجيه الزواحف واللعب معها في بيئته.